# Kirchenprovinz München und Freising
Die Kirchenprovinz München und Freising ist eine Kirchenprovinz der römisch-katholischen Kirche in Deutschland.

## Geografie
Die Kirchenprovinz umfasst ungefähr die bayerischen Regierungsbezirke Schwaben, Oberpfalz, Oberbayern und Niederbayern.

## Gliederung
Zur Kirchenprovinz München und Freising gehören neben dem Erzbistum München und Freising die Bistümer Augsburg, Passau und Regensburg.

## Geschichte
Die Kirchenprovinz München und Freising gibt es erst seit 1817/21. Wesentliche Teile der neu gegründeten Kirchenprovinz waren vorher Teil der Kirchenprovinz Salzburg. Das Bistum Regensburg verlor seinen erst 1803 von Kurmainz errungenen Titel eines Erzbistums. Das ehemalige Bistum Freising wurde im Rahmen eines Konkordats mit dem bayerischen Staat von 1817 und der Diözesen-Reform von 1821 als Erzbistum München und Freising auch aus Teilen des Bistums Chiemsee und des Erzbistums Salzburg neu errichtet. Augsburg gehörte über ein Jahrtausend zur Kirchenprovinz Mainz. Mit der Qui Christi Domini wurde Mainz zum gewöhnlichen Bistum und Augsburg gehörte bis zur Errichtung der Kirchenprovinz München und Freising keiner Kirchenprovinz an. Der Sitz des Erzbistums und des Metropoliten der Kirchenprovinz ist seither München.

### Metropoliten
- Lothar Anselm Freiherr von Gebsattel (1821–1846)
- Karl August Graf von Reisach (1846–1856), dann Kurienkardinal, † 1869
- Gregor von Scherr OSB (1856–1877)
- Antonius von Steichele (1878–1889)
- Antonius von Thoma (1889–1897)
- Franz Joseph von Stein (1898–1909)
- Franziskus Kardinal von Bettinger (1909–1917)
- Michael Kardinal von Faulhaber (1917–1952)
- Joseph Kardinal Wendel (1952–1960)
- Julius Kardinal Döpfner (1961–1976)
- Joseph Kardinal Ratzinger (1977–1982), dann Kurienkardinal, 2005–2013 Papst Benedikt XVI.
- Friedrich Kardinal Wetter (1982–2007), bis 2008 als Apostolischer Administrator
- Reinhard Kardinal Marx (seit 2. Februar 2008)